# Iguape
Iguape este un oraș în São Paulo (SP), Brazilia.